# Irsutismo
Con il termine irsutismo si intende il fenomeno di crescita anomala di peli in persone di sesso femminile, in sedi dove normalmente è assente: sul viso (mento, guance e labbro superiore), sul torace, interno coscia, addome ecc. Più precisamente si parla di irsutismo quando i peli in eccesso sono di tipo terminale, ovvero spessi e pigmentati, normalmente assenti prima della pubertà (in contrapposizione al vello, la peluria sottile presente anche nei bambini). Per il paziente l'irsutismo più che un problema clinico provoca gravi conseguenze psicologiche nei soggetti affetti molti studi dimostrano una forte paura sociale e depressione nelle donne che soffrono di questa patologia. È difficile indicare con esattezza la quantità delle donne che soffrono di irsutismo a causa delle differenze culturali etniche che caratterizzano il nostro mondo e ciò che è o non è ritenuto come un normale sviluppo pilifero. Di conseguenza è utile classificare l'irsutismo tra lieve, moderato e severo piuttosto che classificarlo secondo sistemi di punteggio.

## Definizione e classificazione
L'irsutismo va distinto dall'ipertricosi, che è un aumento generalizzato della crescita di peli di tipo non terminale in aree del corpo anche diverse da quelle classiche del sesso maschile come il volto, il torace o l'addome. Mentre l'ipertricosi riconosce più spesso cause indipendenti dagli ormoni sessuali, l'irsutismo può dipendere da un'aumentata produzione di androgeni (circa il 70-80% dei casi) o da altre cause. 
Si definisce invece virilismo l'associazione di irsutismo con altri segni di mascolinizzazione come la calvizie o lo stempiamento, la modificazione della voce e, talvolta, l'ipertrofia del clitoride e delle masse muscolari.

## Eziologia
Esistono diverse forme di irsutismo che variano in base alle cause: 
- Irsutismo periferico: causato da un aumento dell'attività della 5-Alfa-reduttasi a livello della cute cui segue la conversione del testosterone in  Diidrotestosterone. Questo provoca una eccessiva sensibilità della pelle e i normali livelli circolanti di androgeni favoriscono la crescita dei peli;[1]
- Irsutismo di origine ovarica: la sindrome dell'ovaio policistico è la causa più frequente dell'irsutismo di origine ovarica;[1]
- Irsutismo iatrogeno:la causa dell'aumento dei peli è dovuto dall'utilizzo di farmaci aventi un'azione androgenica, steroidi anabolizzanti ecc. Alcune cause sono l'assunzione di farmaci quali fenitoina (usato come anticonvulsivante), diazossido, ciclosporina, corticosteroidi, progestinici[3];
- Irsutismo di origine surrenalica: causato dall'iperplasia surrenale congenita, disfunzione delle ghiandole surrenali, con abnorme produzione di ormoni androgeni a seguito di difetti genetici di enzimi della steroidogenesi; Con minor frequenza può essere causato dall'iperplasia surrenalica acquisita o secondaria, o dai tumori del surrene;[1]
- tumori endocrini, come il luteoma: la presenza di un tumore deve essere sospettata quando la crescita di peli sia improvvisa e rapida, anche se non accompagnata da segni di virilizzazione;
- ipertecosi[5];
- La sindrome di Cushing, l'ipotiroidismo e la acromegalia.[1]

In alcuni casi di irsutismo non è possibile risalire a una causa precisa. Le pazienti non presentano irregolarità mestruali, talvolta presentano livelli di androgeni nei limiti della norma, possono condurre a termine una o più gravidanze e non presentano cisti ovariche o masse tumorali (irsutismo idiopatico).

## Diagnosi
Tramite test di laboratorio si determina la quantità di testosterone (libero e totale) e altri ormoni.

## Terapia
Il trattamento deve essere mirato a ridurre la sintesi e la secrezione di androgeni, nonché la loro utilizzazione periferica a livello dei recettori degli organi-bersaglio.